# Mondpalast

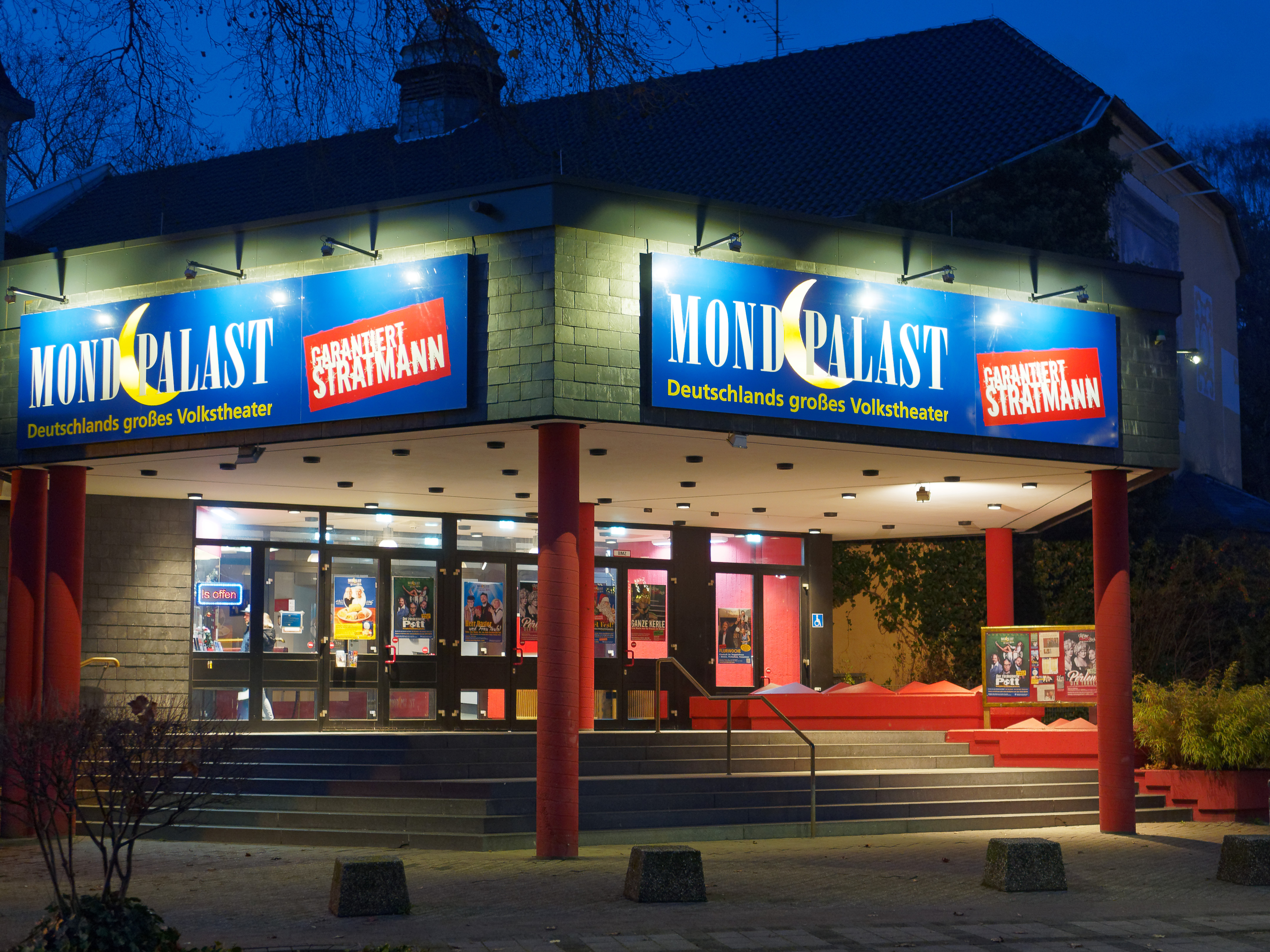
Mondpalast, benannt nach dem Mond von Wanne-Eickel

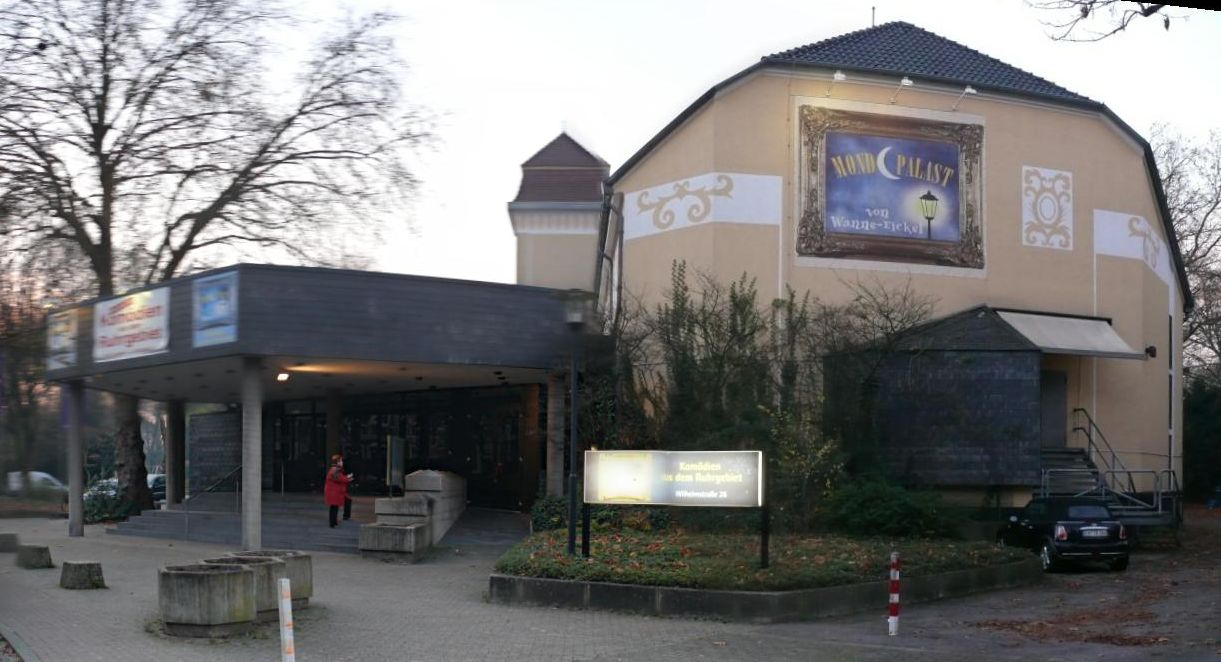
Mondpalast

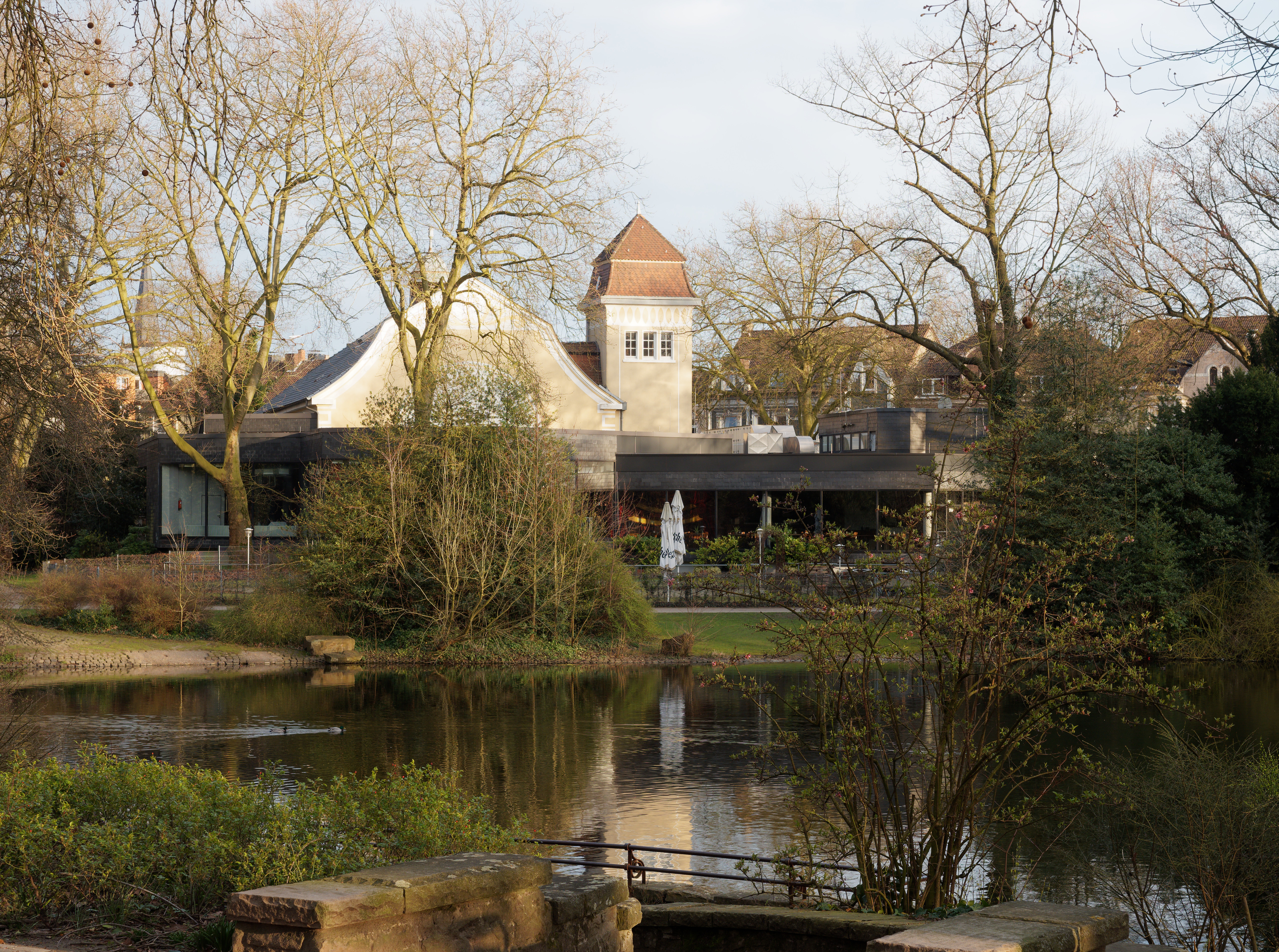
Die Palastkantine, Ansicht vom Wanner Stadtgarten

Der Mondpalast von Wanne-Eickel ist ein Volkstheater des Ruhrgebiets. Eröffnet wurde das Theater am 28. Januar 2004 von Christian Stratmann, Bruder des Kabarettisten Ludger Stratmann. Zusammen mit diesem hatte er bis Ende 2003 das Stratmanns Theater Europahaus in Essen betrieben, sich zu Gunsten des Mondpalastes aber zurückgezogen. In einem Interview mit der Welt am Sonntag erklärte Stratmann Anfang 2005, dass die Zielsetzung des Theaters die Aufführung regionaler Stücke mit einem festen Ensemble sei. Dies sei ein Alleinstellungsmerkmal im Vergleich mit einem Gastspielhaus wie dem seines Bruders. Stratmann erklärte zum inhaltlichen Schwerpunkt: „Wir bedienen in erster Linie Klischees. Typisches Ruhrgebietspersonal wie der Bergmann, der Taubenzüchter, die Kneipenwirtin und der Fußballfan treten bei uns auf“. Geschrieben werden die Stücke in der Regel durch den Ruhrgebiets-Autor Sigi Domke. Chef-Dramaturg des Hauses ist der Gründungsintendant, Regisseur und Schauspieler Thomas Rech. Mondpalast-Komödien sind ausschließlich im Mondpalast zu sehen.
Der Mondpalast steht zudem Pate für das Fußballstadion des DSC Wanne-Eickel. Das Stadion im Sportpark Wanne-Süd heißt seit dem 9. August 2009 Mondpalast-Arena.

## Geschichte
Das Theater befindet sich im Städtischen Saalbau (ehem. Kaisersaal und Stadtgartensaal) des Stadtgartens im Herner Stadtteil Wanne (bis 1975 eigenständige Stadt Wanne-Eickel). Der wilhelminische Jugendstilbau entstand 1911 und hat seitdem eine lange Theatergeschichte erlebt. Von Kurt Seiffert in den 1920er Jahren, über Zarah Leander bis hinzu Theo Lingen und Maria Schell standen hier viele Theatergrößen auf den Brettern, die die Welt bedeuten. Das Haus selbst ist mit wilhelminischem Haupthaus und einem postmodernen Foyer selbst ein Stück Ruhrarchitektur
zwischen Tradition und Moderne. Das Haus hat mit 500 Sitzplätzen eine deutlich größere Kapazität als andere Volkstheater wie das Ohnsorg-Theater in Hamburg und das Millowitsch-Theater in Köln. Mehr als 800.000 Gäste seit Gründung machen es laut Christian Stratmann zu einem der größten Volkstheater Deutschlands. Das im gleichen Gebäude befindliche Restaurant, die Palastkantine, ist um die Theateraufführungen und auch in den Pausen geöffnet. Ein Höhepunkt in der Geschichte des Hauses war im Oktober 2009 der Besuch des damaligen Bundespräsidenten Horst Köhler und seiner Ehefrau Eva Luise, die im Mondpalast einer Aufführung der Kickerkomödie "Ronaldo & Julia" beiwohnten.
Im Jahre 2021 erschien das Buch Der Prinzipal und ich. Wirklich wahre Geschichten aus dem Mondpalast. Autor ist Thomas Rech, Gründungsintendant, Regisseur und Schauspieler des Theaters seit der ersten Vorstellung im Januar 2004. Eine sehr persönliche Liebeserklärung an den Mondpalast und auch "ein ganz klein wenig an unseren Prinzipal …"

## Komödien
Die bekannteste und erfolgreichste Inszenierung des Mondtheaters ist die seit Eröffnung ununterbrochen gespielte Komödie „Ronaldo & Julia“. Thematisch an das Shakespeare-Drama Romeo und Julia angelehnt erzählt das Stück von zwei Familien, die in Wanne-Eickel Wand an Wand jeweils eine Kneipe betreiben. Während die Montakowskis aber dem Fußballverein FC Schalke 04 anhängen, fiebern die Kapulinskis ausgerechnet für Borussia Dortmund. Traditionell sind die Anhänger dieser Vereine stark verfeindet (siehe auch: Revierderby), so dass die sich entwickelnde Liebe zwischen dem königsblauen Roland „Ronaldo“ Montakowski und der schwarz-gelben Julia Kapulinski unter keinem guten Stern steht. Wird sich die Liebe zwischen den beiden über die Feindschaft hinwegsetzen? Zur 500. Aufführung am 17. Oktober 2007 übernahm der ehemalige Schalke-Manager Rudi Assauer eine kurze Gastrolle.
Bundesweite Bekanntheit erlangte der Mondpalast durch „Dinner for Wan(ne)“, bis 2014 die einzige Ruhrgebietsversion des Silvestersketches Dinner for One von Freddie Frinton. Diese Komödie ist seit 2007 alljährlich an Silvester in einer Aufzeichnung im WDR-Fernsehen zu sehen. Im Februar 2016 zeichnete der WDR im Mondpalast von Wanne-Eickel und im RevuePalast Ruhr auf Zeche Ewald in Herten eine TV-Fassung der Fußballkomödie „Ronaldo & Julia“ auf, die im April 2016 erstmals im WDR-Fernsehen gesendet wurde.
In der Vergangenheit gab es einzelne Gastauftritte wie z. B. mit dem Stück „Auf der Wilden Rita“ auf der Nordseeinsel Norderney, mit „Ronaldo und Julia“ in Dortmund, Gladbeck und Unna sowie mit der "Flurwoche" in der Grugahalle Essen.

## Bekannte Komödien (Auszug)
- Ronaldo & Julia
- Auf der Wilden Rita (früher: Die Senior-Ritas)
- Wat'ne herrliche Welt
- Selbs' in Schuld
- Peterchens Mondfahrt
- Wilhelmstraße
- Anne Tanke
- Otello, der Schwatte von Datteln
- Frohet Fest
- Ein kleiner Engel zweiter Klasse
- Die Wanne-Kopps
- Flurwoche
- Herr Pastor und Frau Teufel
- Der zerdepperte Pott
- Das Phantom vom Oppa
- Die (fast) glorreichen Sieben
- Das Schweigen der Frösche

## Bedienung ÖPNV
| Linie | Verlauf | Takt (Mo–Fr) | Betreiber |
| ----- | --- | ------------ | --------- |
| SB27  | Marl Mitte – Friedhof Alt-Marl – Herten-Langenbochum – Paschenberg – Über den Knöchel (Herten , 150 m) – Herten Mitte (Herten , 500 m) – Herten Rathaus (Herten , 300 m) – Herten-Süd – Bergbau Ewald 1/2 – Hertener Mark Tennisplatz – Wanne Waldfriedhof (– Hertener Mark Hohewardstraße) (einzelne Fahrten im Berufsverkehr) – Mondpalast – Wanne-Eickel Hbf | 30 min       | Vestische |
| 312   | (Wanne Waldfriedhof –) Herne Im Dannekamp – Wanne Markt – Mondpalast – Wanne-Eickel Hbf – Juliastraße/Großmarkt – Herne Bf – Herne Mitte – Kulturzentrum – Hölkeskampring – Marienhospital (→ Flottmann-Hallen) – Herne-Südpool (ab/bis Wanne Waldfriedhof nur samstags, sonn- und feiertags tagsüber)                                                          | 20 min       | HCR       |
| 323   | Bickern – Mondpalast – Wanne-Eickel Hbf – Crange – Baukau-Ost – Herne Bf – Herne Mitte – Archäologie-Museum/Kreuzkirche – Krankenhaus Wiescherstr. − Tierpark Gysenberg – Siedlung Constantin – Bochum-Hiltrop Kirche | 20 min       | HCR       |
| 328   | Wanne-Eickel Hbf – Mondpalast – Unser Fritz | 30 min       | HCR       |
| 384   | Gelsenkirchen-Heßler, Terneddenstr. – Gelsenkirchen-Schalke – Bergwerk Consolidation – Trinenkamp – Gelsenkirchen-Bismarck – Mondpalast – Wanne-Eickel Hbf (fährt weiter als Linie 342) | 60 min       | Bogestra  |
| NE7   | Herten Mitte – Herten-Süd – Bergbau Ewald 1/2 – Hertener Mark Tennisplatz – Wanne Waldfriedhof – Mondpalast – Wanne-Eickel Hbf NachtExpress: In den Nächten von Freitag auf Samstag, Samstag auf Sonntag und vor Feiertagen | 60 min       | Vestische |
| NE34  | NachtExpress: Wanne-Eickel Hbf → Crange → Unser-Fritz → Wanne-Eickel Hbf → Bickern → Röhlinghausen → Eickel → Mondpalast → Wanne-Eickel Hbf Fährt in den Nächten Freitag/Samstag, Samstag/Sonntag, vor Feiertagen und nach besonderer Ankündigung | 60 min       | HCR       |